# 서머 포켓츠
《서머 포켓츠》(Summer Pockets)는 비주얼 아츠의 한 브랜드인 Key가 개발한 일본의 비주얼 노벨이다. 2018년 6월 29일 윈도우용으로 출시되었으며 전 연령등급이다. 서머 포켓츠는 Kanon, 에어, 클라나드와 같은 다른 타이틀과 더불어 Key의 13번째 게임이다. iOS, 안드로이드 장치, 닌텐도 스위치에 이식되었다. 윈도우용 영어판은 2020년 비주얼 아츠에 의해 출시되었다. Summer Pockets REFLECTION BLUE라는 이름의 게임 확장판은 2020년 6월 26일 출시될 예정이다. 스토리의 배경은 세토 내해의 가공의 섬이며 최근 스토리의 초점이 되는 할머니를 여읜 젊은이 다카하라 하이리의 삶을 표현하고 있다.
이 게임의 콘셉트는 게임이 독자를 울게 만들 필요를 느꼈던 마에다 준이 맡았다. 가이는 프로젝트 감독을 맡았고 하사마와 니지마 유와 더불어 시나리오를 함께 작성하였다. 마에다는 자신이 처음 작성한 Key의 비주얼 노벨 '에어'와의 테마의 유사성 때문에 시나리오를 작성하지 않기로 결정하였다. 에어가 여름의 시골의 바닷가를 특징으로 하지만 개발팀은 서머 포켓츠가 그것과는 다른 느낌을 주는 것을 목표로 하였다.
이 게임의 주된 주제는 노스탤지어, 그리고 어머니와의 유대관계이다.

## 줄거리
여름방학, 주인공인 타카하라 하이리는 돌아가신 할머니의 유품 정리를 위해 방문한 토리시로 섬에서, 이모인 미사키 쿄코와 둘이서 유품을 정리하는 한편, 섬에서 만난 새로운 동료와의 섬의 생활을 즐기고, 여름방학이 끝나는 것을 아쉽게 생각하게 된다.
엔딩은 총 6루트에서 히로인 4명을 클리어한 뒤 2개의 엔딩인 'ALKA'와 'Pocket'이 차례로 나타난다. 일반 히로인 루트를 모두 클리어하면 타이틀 화면은 히로인만이 없는 초원의 풍경이 된다. 여기서 GRAND 루트 'ALKA'를 선택할 수 있게 되는 반면, 통상의 스토리를 여기에서는 개시할 수 없게 된다. 'ALKA'를 클리어하면 타이틀 화면은 기존 초원에서 큰 바다 풍경으로 바뀌고 배경음악이 아닌 파도 소리가 상시적으로 울리게 된다. 여기서부터 'ALKA'의 라스트로부터 이어지는 스토리 'Pocket'를 개시할 수 있다. 여기서도 역시 통상 스토리는 시작할 수 없다. 이 루트를 클리어하면, 타이틀 화면은 처음 본작을 개시했을 때와 같은 것으로 돌아와, 통상 스토리 외에 'ALKA'와 'Pocket'를 언제라도 플레이할 수 있게 된다.

## 등장인물

### 메인 캐릭터
타카하라 하이리(鷹原 羽依里)
성우 - 치바 쇼야("REFLECTION BLUE"파트 보이스, TV 애니메이션 버전)
신장: 172cm / 체중: 60kg / 생일: 5월 21일 / 17세 / 원화: Na-Ga
본작의 주인공.
고등학교에서는 수영에 몰두했지만, 어떤 사정에 의해 수영에서 멀어지고 있다. 미사키 쿄코와 할머니의 유품정리를 도와주며 토리시로 섬을 방문한다.
나루세 시로하(鳴瀬 しろは)
성우 - 코하라 코노미
신장: 155cm / 체중: 39kg / 쓰리 사이즈: B81/W56/H83 / 취미: 요리 / 좋아하는 음식: 수박바 / 생일: 6월 8일 / 17세 / 원화: Na-Ga
테마 BGM: 'White Loneliness', 'White with You'
본작의 메인 히로인.
수수께끼 같은 소녀로, 유일한 육친인 할아버지 이외의 인물에 마음을 열지 않고 있다.
소라카도 아오(空門 蒼)
성우 - 타카모리 나츠미
신장: 160cm / 체중: 46kg / 쓰리 사이즈: B85/W59/H86 / 취미: 낮잠 / 좋아하는 음식: 빙수(블루 하와이) / 생일: 9월 20일 / 16세 / 원화: 이즈미 츠바스
테마 BGM: 'Other side Blue'
히로인 중 한 명.
산의 제사를 담당하는 공문가의 무녀로, 무녀의 역할의 제사에 있는 강한 결의를 가지고 임하고 있다.
쿠시마 카모메(久島 鴎)
성우 - 미네우치 토모미(비디오 게임), 히에다 네네(TV 애니메이션)
신장: 158cm / 체중: 43kg / 쓰리 사이즈: B86/W55/H85 / 취미: 보틀십 / 좋아하는 음식: 삼각형의 비밀을 가진 과자(포링키) / 생일: 4월 4일 / 17세 / 원화: Na-Ga
테마 BGM: 'Adventure for Black'
히로인 중 한 명.
하이리가 섬에서 만난 소녀로, 이번 여름 시기만 머물기 위해 본토에서 토리시로 섬에 왔다.
츠무기 벤더스(紬 ヴェンダース)
성우 - 이와이 에미리
신장: 152cm / 체중: 38kg / 쓰리 사이즈: B78/W56/H80 / 취미: 봉제인형 수집 / 좋아하는 음식: 솜사탕 / 생일:  8월 31일 / 16세 / 원화: 나가야마 유우논
테마 BGM: 'Golden Hours'
히로인 중 한 명.
하고 싶은 일 찾기를 목적으로 토리시로 섬에 온 소녀. 독일인과의 혼혈로, 오래된 이국의 노래를 흥얼거릴 때가 많다.
노무라 미키(野村 美希)
성우 - 이치미야 사쿠
신장: 148cm / 체중: 38kg / 쓰리 사이즈: B80/W55/H80 / 취미: 초장거리 저격 / 좋아하는 음식: 주먹밥 / 생일: 2월 2일 / 16세 / 원화: 후무윤
테마 BGM: 'Splash Green'
섬에서 혼자 사는 어린 소녀. 토리시라지마 소년단의 치안 유지 집행부 중 한명. 규율에 따라 항상 제복을 착용하고 있다.
미즈오리 시즈쿠(水織 静久)
성우 - 코야마 사호미
신장: 164cm / 체중: 54kg / 쓰리 사이즈: B98/W64/H88 / 취미: 가슴 / 좋아하는 음식: 석류 / 생일: 4월 29일 / 18세 / 원화: 나가야마 유우논
테마 BGM: 'Tender Purple'
본토에 있는 학교의 학생회장. 가장 친한 친구와 만나기 위해 본토에서 섬에 다니고 있다.
카토 우미(加藤 うみ)
성우 - 타나카 아이미
신장: 130cm / 체중: 29kg / 취미: 볶음밥 / 좋아하는 음식: 볶음밥 / 생일: 9월 1일 / 12세 / 원화: Na-Ga
테마 BGM: 'Twinkle of Alcor', 'Piece of Clear', 'Twinkle of Aster'
하이리와 마찬가지로 카토가에 얹혀사는 소녀. 친척 중 한 명으로, 야무진 성격으로 하이리를 돌본다. 원래는 도시에 살았고 여름방학을 이용해 혼자서 동경하던 시골인 토리시로 섬에 왔다. 가장 잘하는 요리는 볶음밥이며 매일 아침 항구에서 받아온 식재료를 이용해 볶음밥을 만드는 것이다.
카미야마 시키(神山 識)
성우 - 파이루즈 아이(비디오 게임)
신장: 144cm / 체중: 36kg / 쓰리 사이즈: B73/W54/H74 / 취미: 혼자 여행 / 좋아하는 음식: 주먹밥 / 생일: 7월 4일 / 14세 / 원화: 후무윤
테마 BGM: 'Run Red Run', '여름의 시온'
'REFLECTION BLUE'에서 추가 히로인.
나나미(七海)
성우 - 하나자와 카나(비디오 게임)
신장: 150cm / 체중: 37kg / 쓰리 사이즈: B74/W55/H75 / 취미: 볶음밥 / 좋아하는 음식: 볶음밥 /
'Pocket'의 주인공. 시로하가 부모를 잃은 무렵에 섬에 나타난, 기억 상실의 소녀.

### 서브 캐릭터
미타니 료이치(三谷 良一)
성우 - 쿠마가이 켄타로
신장: 175cm / 체중: 65kg / 취미: 탈의 / 좋아하는 음식: 멜론바 / 생일: 2월 9일 / 16세 / 원화: Na-Ga
섬에 사는 소년. 옷을 입는 것을 좋아하지 않고, 어디에서나 벗고 싶기 때문에, 미키로부터 쏘는 것이 일상차반사.
카노 텐젠(加納 天善)
성우 - 하마다 요헤이
신장: 178cm / 체중: 69kg / 취미: 탁구 / 좋아하는 음식: 미역 / 생일: 10월 10일 / 16세 / 원화: Na-Ga
섬에 사는 소년. 탁구 바보로, 뭔가에 붙여 탁구에 비유해 이야기를 한다.
미사키 쿄코(岬 鏡子)
성우 - 타카모토 메구미
신장: 162cm / 체중: 59kg / 쓰리 사이즈: B82/W60/H86 / 취미: 고고학 / 좋아하는 음식: 컵우동 / 생일: 10월 18일 / 원화: 후무윤
하이리의 이모. 하이리를 유품 정리의 명목으로 섬으로 옮겼다.
나루세 코비토(鳴瀬 小鳩)
성우 - 시라이시 미노루
신장: 185cm / 체중: 96kg / 취미: 조백류 고무술 / 좋아하는 음식: 볶음밥 / 생일: 12월 2일 / 77세 / 원화: Na-Ga
시로하의 할아버지 비교적 고령이지만, 연령을 느끼게 하지 않는 체격을 하고 있다. 실제로 운동 능력도 꽤 높다.
소라카도 아이(空門 藍)
성우 - 타카모리 나츠미
아오의 쌍둥이의 언니. 어린 시절, 밤의 산을 향한 창을 찾는 도중에 절벽에서 전락해, 지금도 의식 불명으로 섬의 병원에서 입원해 있다.
쿠시마 사기(久島 鷺)
성우 - 코와카 와카나
카모메의 어머니.
나루세 히토미(鳴瀬 瞳)
시로하의 어머니.
이나리(イナリ)
성우 - 스즈키 코노미
원화: 이즈미 츠바스
푸른 여우와 같은 모습을 한 수수께끼의 생물.

## 스태프
- 원안 - 마에다 준
- 원화 - Na-Ga, 이즈미 츠바스, 나가야마 유우논(메인), 후무윤(서브)
- SD 일러스트 - 엔기요시
- 시나리오 - 니이지마 유우, 카이, 하사마
- 음악 - 오리토 신지, 마에다 준, 돈마루, 타케시타 토모히로, 미즈츠키 료
- 디렉터 - 카이
- 이그제큐티브 프로듀서 - 바바 타카히로
- 프로듀서 - 오카노 토야

## 음악

### 주제가
알카 테일(アルカテイル)
스즈키 코노미에 의한 오프닝 테마. 작사는 카이, 작곡은 오리토 신지, 편곡은 나카야마 마사토.
애스터 로어(アスタロア)
스즈키 코노미에 의한 REFLECTION BLUE 오프닝 테마. 작사는 카이, 작곡은 오리토 신지, 편곡은 츠카고시 유이치로.
Lasting Moment
스즈키 코노미에 의한 오프닝 테마. 작사는 니이지마 유우, 작곡·편곡은 돈마루.
푸른 이편(青き此方)
YURiKA에 의한 카미야마 시키 편 엔딩 테마. 작사는 카이, 작곡·편곡은 돈마루.
날개의 요람(のゆりかご)
미즈타니 루나(NanosizeMir)에 의한 ALKA 편 엔딩 테마. 작사는 니이지마 유우, 작곡은 오리토 신지, 편곡은 츠카고시 유이치로.
포켓을 부풀리며(ポケットをふくらませて)
rionos에 의한 그랜드 엔당 테마. 작사·작곡은 마에다 준, 편곡은 bermei.inazawa.

### 삽입곡
츠무기의 여름 방학(紬の夏休み)
츠무기 벤더스(이와이 에미리)에 의한 삽입곡. 작사는 하사마, 작곡은 오리토 신지, 편곡은 미즈츠키 료.
야주화(夜奏花)
YURiKA에 의한 삽입곡. 작사는 카이, 작곡·편곡은 타케시타 토모히로.
시로하의 자장가(しろはの子守歌)
나루세 시로하(코하라 코노미)에 의한 삽입곡. 작사는 기타하라 하쿠슈, 작곡은 쿠사카와 신, 편곡은 돈마루.
여름의 모래시계(夏の砂時計)
미즈타니 루나에 의한 삽입곡. 작사는 카이, 작곡·편곡은 미즈츠키 료.
여름에 너를 기다리며(夏に君を待ちながら)
나루세 시로하(코하라 코노미)가 부른 캐릭터 송. 작사는 니이지마 유우, 작곡·편곡은 미즈츠키 료.
무인에서는 게임 내에서는 미사용이었지만, REFLECTION BLUE에서 시로하 루트 중에서 삽입곡으로서 사용되었다.
비익의 나비들(比翼の蝶たち)
소라카도 아오(타카모리 나츠미)가 부른 캐릭터 송. 작사는 카이, 작곡은 오리토 신지, 편곡은 츠카고시 유이치로.
무인에서는 게임 내에서는 미사용이었지만, REFLECTION BLUE에서 아오 루트 중에서 삽입곡으로서 사용되었다.
Departure!
쿠시마 카모메(미네우치 토모미)가 부른 캐릭터 송. 작사는 니이지마 유우, 작곡은 오리토 신지, 편곡은 모리후지 쇼지.
무인에서는 게임 내에서는 미사용이었지만, REFLECTION BLUE에서 카모메 루트 중에서 삽입곡으로서 사용되었다.
with
쿠시마 카모메(미네우치 토모미)가 부른 캐릭터 송. 작사는 니이지마 유우, 작곡은 돈마루, 편곡은 모리후지 쇼지.
게임 내에서는 카모메가 콧노래 등으로 노래하고 있다. 캐릭터 송 CD에 수록되어 있는 풀 버전은 무인으로는 미사용이었지만, REFLECTION BLUE에서 카모메 루트 중에서 삽입곡으로서 사용되었다.

## 평가
서머 포켓츠는 비주얼 노벨, 일본 국내 애니메이션 제품의 주요 배급사인 Getchu.com에서 출시 당월에 1위로 첫 출시되었고 7월에는 4위에 등재되었다.

## TV 애니메이션
2021년 12월  애니메이션화 기획이 진행 중이라는 것이 발표되었다.

### 스태프
- 원작 - Key/VISUAL ARTS
- 원안 - 마에다 준
- 원작 시나리오 - 니이지마 유우, 카이, 하사마
- 원작 프로듀서 - 오카노 토야
- 감독 - 코바야시 토모키
- 시리즈 구성 - 오오치 케이이치로
- 캐릭터 디자인 원안 - Na-Ga, 이즈미 츠바스, 나가야마 유우논, 후무윤
- 캐릭터 디자인 - 오오츠카 마이
- 프롭 디자인 - 모리키 야스히로, 타츠타 신이치, 마스다 쿠니아키
- 메인 애니메이터 - 카와무라 코스케, 마스다 쿠니아키, 사토 모토아키, 시미즈 케이타, 야나가와 사키
- 미술 감독 - 요시하라 슌이치로
- 미술 설정 - 아오키 카오루
- 색채 설계 - 타가와 사리
- 3D 감독 - 오가와 코헤이
- 촬영 감독 - 난바 후미토
- 편집 - 마루야마 루미
- 음향 감독 - 나야 료스케
- 음향 제작 - STUDIO MAUSU
- 음악 - 오리토 신지, 마에다 준, 돈마루, 타케시타 토모히로, 미즈츠키 료, 오오하시 슈헤이
- 프로듀서 - 나카시마 나오토, 오카노 토야, 아오이 히로유키, 칸다 료타, 우에키 타츠야, 아야노 카나코, 쿠로다 켄지, 오오와다 토모유키, 코마카타 타쿠미
- 애니메이션 프로듀서 - 타키가사키 마코토
- 애니메이션 제작 - feel.
- 제작 - 토리시로 섬 관광협회

### 주제가
알카 테일(アルカテイル)
스즈키 코노미에 의한 오프닝 테마. 작사는 카이, 작곡은 오리토 신지, 편곡은 나카야마 마사토.
Lasting Moment
스즈키 코노미에 의한 오프닝 테마. 작사는 니이지마 유우, 작곡·편곡은 돈마루.
여름의 모래시계(夏の砂時計)
미즈타니 루나에 의한 제10화 삽입곡. 작사는 카이, 작곡·편곡은 미즈츠키 료.
츠무기의 여름 방학(紬の夏休み)
츠무기 벤더스(이와이 에미리)에 의한 제10화 삽입곡. 작사는 하사마, 작곡은 오리토 신지, 편곡은 미즈츠키 료.
비익의 나비들(比翼の蝶たち)
소라카도 아오(타카모리 나츠미)에 의한 제12화 삽입곡. 작사는 카이, 작곡은 오리토 신지, 편곡은 츠카고시 유이치로.

### 에피소드 목록
| 화수   | 제목                                             | 각본              | 그림 콘티                     | 연출                                             | 작화 감독 | 총작화 감독                                   | 방송일         |
| ------ | ------------------------------------------------ | ----------------- | ----------------------------- | ------------------------------------------------ | --- | --------------------------------------------- | -------------- |
| 제1화  | 鳥白島へようこそ 토리시로섬에 오신 걸 환영합니다 | 오오치 케이이치로 | 코바야시 토모키               | 요시자와 타이치                                  | 오오츠카 마이 | -                                             | 2025년 4월 7일 |
| 제2화  | 夏休みの過ごし方 여름방학을 보내는 법            | 오오치 케이이치로 | 오오하라 미노루               | 후지이 타카후미                                  | 마스다 쿠니아키 시미즈 케이타 타니가와 료스케 사토 모토아키 | 야나가와 사키 츠지카미 아야카 오오츠카 마이   | 4월 14일       |
| 제3화  | 海賊船と少女 해적선과 소녀                       | 오오치 케이이치로 | 무로야 야스시 코바야시 토모키 | 모지항                                           | 류 윤리우 사토 모토아키 마스다 쿠니아키 쿠로카와 아유미 니시다 미야코 오오츠카 마이                                                                                                | 오오츠카 마이                                 | 4월 21일       |
| 제4화  | ひと夏の宝物 여름날의 보물                       | 오오치 케이이치로 | 히라미네 요시히로             | 이마이 쇼타                                      | 키타무라 토모유키 카와시마 나오 류 윤리우 양리에쥔 니시다 미야코 쿠로카와 아유미 마스다 쿠니아키                                                                                   | 오오츠카 마이                                 | 4월 28일       |
| 제5화  | ひげ猫団の冒険 수염고양이단의 모험               | 오오치 케이이치로 | 요시다 히데토시               | 타츠타 신이치 Yuri Pinzon Elijah Ragas           | 마스다 쿠니아키 시미즈 케이타 타니가와 료스케 사토 모토아키 Lance Fonacier Rhea Jacintos Cyrell Mamar Manuel Tayo                                                                  | 야나가와 사키 츠지카미 아야카                 | 5월 5일        |
| 제6화  | 七つの海を越えて 일곱 개의 바다를 건너서         | 오오치 케이이치로 | 시미즈 사토시                 | 요시자와 타이치                                  | 쿠로카와 아유미 키타무라 토모유키 양리에쥔 쿠마가이 카츠히로 류 윤리우 | 오오츠카 마이                                 | 5월 12일       |
| 제7화  | 灯台と歌と少女 등대와 노래와 소녀                | 야마다 야스노리   | Royden 시마즈                 | 모지항                                           | 양리에쥔 카와시마 나오 마에다 요시히로 니시다 미야코 願金秋 趙玲 | 카와무라 코스케                               | 5월 19일       |
| 제8화  | やりたいこと探し 하고 싶은 일 찾기               | 야마다 야스노리   | 시미즈 사토시                 | 타츠타 신이치 Yuri Pinzon Elijah Ragas           | 마스다 쿠니아키 시미즈 케이타 타니가와 료스케 사토 모토아키 Lance Fonacier Rhea Jacintos Cyrell Mamar Manuel Tayo                                                                  | 야나가와 사키                                 | 5월 26일       |
| 제9화  | 紬とツムギ 츠무기와 츠무기                       | 야마다 야스노리   | 이마이 쇼타                   | 이마이 쇼타                                      | 마에다 요시히로 카와시마 나오 양리에쥔 쿠로카와 아유미 나리마츠 요시토 키타무라 토모유키                                                                                           | 오오츠카 마이                                 | 6월 2일        |
| 제10화 | 一生分の夏休み 평생 치의 여름방학                | 야마다 야스노리   | 코바야시 토모키               | 요시자와 타이치                                  | 카나이 유코 마스다 쿠니아키 키타무라 토모유키 니시다 미야코 양리에쥔 나리마츠 요시토 쿠로카와 아유미 姚远 李文静 陈佳慧                                                            | 오오츠카 마이                                 | 6월 9일        |
| 제11화 | 夏の蝶と夜の少女 여름의 나비와 밤의 소녀         | 카이              | 시미즈 사토시                 | 타츠타 신이치 Yuri Pinzon Elijah Ragas           | 마스다 쿠니아키 시미즈 케이타 타니가와 료스케 사토 모토아키 Yuri Pinzon Lance Fonacier Cyrell Mamar Manuel Tayo                                                                    | 카와무라 코스케 야나가와 사키 츠치가미 아야카 | 6월 16일       |
| 제12화 | 空門の巫女 소라카도의 무녀                       | 카이              | 시미즈 사토시                 | 모지항 요시자와 타이치 타츠타 신이치 이마이 쇼타 | 토쿠다 켄로 쿠로카와 아유미 마에다 요시히로 니시다 미야코 양리에쥔 나리마츠 요시토 카와시마 나오 葉増堯                                                                            | 오오츠카 마이 카와무라 코스케                 | 6월 23일       |
| 제13화 | 比翼の蝶たち 비익의 나비들                       | 카이              | 카오리                        | 모지항                                           | 마스다 쿠니아키 카나이 유코 타가시라 사오리 시미즈 케이타 카와시마 나오 쿠로카와 아유미 마에다 요시히로 양리에쥔 陳泊遠 사토 모토아키 후타후사 範軒然 야마우치 아키 STUDIO MASSKET | 오오츠카 마이 카와무라 코스케                 | 6월 30일       |
| 제14화 | 夜明けの記憶 새벽녘의 기억                       | 카이              | 카와구치 케이이치로           | 타츠타 신이치 Yuri Pinzon Elijah Ragas           | 마스다 쿠니아키 시미즈 케이타 시부야 료스케 사토 모토아키 Lance Fonacier Cyrell Mamar Manuel Tayo Ria Caluya Jeorgie Balance                                                       | 야나가와 사키                                 | 7월 7일        |